# آنا ماريا فرنانديز
     لشخصية أخرى تحمل اسم آنا ماريا، طالع آنا ماريا (توضيح).

آنا ماريا فرنانديز (بالإنجليزية: Anna-Maria Fernandez)‏ مواليد 22 أكتوبر 1960 في توررانسي، هي لاعبة كرة مضرب أمريكية سابقة بدأت مسيرتها كمحترفة سنة 1978، اعتزلت اللعب في 1989. أعلى تصنيف لها في الفردي كان المركز الـ 19 في سنة 1980. أعلى تصنيف لها في الزوجي كان المركز الـ 44 في سنة 1987.

## روابط خارجية
- آنا ماريا فرنانديز على موقع رابطة محترفات التنس (الإنجليزية)
- آنا ماريا فرنانديز على موقع الاتحاد الدولي لكرة المضرب (الإنجليزية)
- آنا ماريا فرنانديز على موقع خلاصة التنس.كوم (الإنجليزية)